# شهرستان فیرفیلد (اوهایو)
شهرستان فیرفیلد، اوهایو (به انگلیسی: Fairfield County, Ohio) یک سکونتگاه مسکونی در ایالات متحده آمریکا است که در اوهایو واقع شده‌است.